# Aleksiej Kolesnikow (zapaśnik)
Aleksiej Kolesnikow (ros. Алексей Колесников; ur. 27 grudnia 1974) – rosyjski zapaśnik walczący w stylu klasycznym. Piąty na mistrzostwach Europy w 2005. Triumfator igrzysk wojskowych w 1999 i drugi w 1995. Wojskowy mistrz świata w 1997. Uniwersytecki mistrz świata z 1998. Trzeci na igrzyskach Bałtyckich w 1997, a także w Pucharze Świata w 1996.
Wicemistrz Rosji w 1997, a trzeci w 1998 i 2000 roku.